# Isaac Marion
Isaac Marion (Seattle, 1981) è uno scrittore statunitense.

## Biografia
Isaac Marion è nato vicino alla città di Seattle nel 1981 e ha sempre vissuto nei suoi dintorni. Ha iniziato a scrivere al liceo e si è auto-pubblicato tre romanzi prima di sfondare infine nel mainstream con il romanzo zombie Warm Bodies da cui è stato tratto nel 2013 l'omonimo film diretto da Jonathan Levine e avente Nicholas Hoult, Teresa Palmer e John Malkovich come protagonisti.
Attualmente divide il suo tempo tra la scrittura, la musica con la sua band, ed esplorare il paese nel suo camper GMC motorhome del 1977.
Il 5 febbraio 2013 pubblica The New Hunger prequel di Warm Bodies.

## Opere
- Warm Bodies (2012)
- The New Hunger (2013)
- "The Burning World: A Warm Bodies Novel" (2017)